# Aquí y Ahora (Univisión)
Aquí y Ahora es una revista noticiosa de televisión de la cadena Univisión sobre temas controversiales analizados a fondo. Se transmite en Estados Unidos los domingos a las 10pm este, 9pm centro y es presentada por María Elena Salinas y Teresa Rodríguez. El programa, que se emitió por primera vez en 1998, recientemente fue reconocido por su cobertura de la captura de Joaquín "El Chapo" Guzmán que fue vista por más de un millón y medio de televidentes. Asimismo, la primicia del escándalo por la fallida operación Rápido y Furioso, fue ganadora del prestigioso premio Peabody Award.

## Historia
Aquí y Ahora fue antecedida por Edición Especial Aquí y Ahora, que estuvo al aire desde el 30 de marzo de 2000. Sus presentadores eran Teresa Rodríguez, María Elena Salinas y Jorge Ramos alternativamente. Debido a su popularidad, Aquí y Ahora comenzó a transmitirse con frecuencia semanal.
Actualmente es conducido por Ilia Calderón desde marzo de 2018.

## Historias destacadas

### Rápido y Furioso: Armando al enemigo
La edición especial “Rápido y Furioso: Armando al enemigo”, dio a conocer la fallida operación a través de la cual se permitió el paso de armas desde Estados Unidos a México para que el crimen organizado se hiciera con ellas. El objetivo de las autoridades estadounidenses a cargo de la operación era rastrear dichas armas y capturar a importantes líderes de los carteles mexicanos. Aquí y Ahora - Rápido y Furioso - Parte 1

### El Chapo Guzmán, el eterno fugitivo y la caída
Era el narcotraficante más buscado del mundo. Tan escurridizo como poderoso, Joaquín Guzmán Loera, conocido como "El Chapo" Guzmán parecía haber desaparecido del radar de las autoridades, que no lograban dar con su paradero. La investigación de Aquí y Ahora dejó al descubierto la red de corrupción y poder del narcotraficante cuya fortuna podría superar los $10 mil millones de dólares al año y al que muchos se referían como el Osama Bin Laden del narcotráfico. Aquí y Ahora - El Chapo Guzmán: eterno fugitivo - Parte 1

## Transmisión
- Estados Unidos: Univision de domingos 10:00 p.m./9:00 p.m. Centro.
- México: Las Estrellas transmite todos los domingos a las 10:00 p.m.
 --->Televisa Regional transmite de lunes a viernes 11:00 local (cada horario en diversas ciudades del país).
- República Dominicana: Telemicro  domingos.
- Costa Rica: Repretel Canal 11 transmite de lunes a viernes a las 2:00 p.m.
- El Salvador: Canal 6 transmite todos los domingos a las 11:00 p.m.
- Honduras: TSI el domingo a las 11:00 a.m.
- Guatemala: Televisiete, los lunes a las 11:00 p.m., del 2007 al 2012, cuando fue reemplazado por el programa argentino de Telefe Poné a Francella, y a su vez este fue reemplazado en 2016 por el programa de Univision Primer Impacto.

## Premios
- 2013: Peabody Award[2]
- 2013: The Gracie Awards – Alliance for Women in media
- 2014, 2013, 2009, 2005: GLAAD Award
- 2007: NAHJ, National Association of Hispanic Journalist Award